# Ханко
Півострів Ханко, Ханконіемі (фін. Hankoniemi, швед. Hangö udd, від якого походить стара російська назва Га́нгут) — півострів на північному березі Фінської затоки Балтійського моря на південному заході Фінляндії. Найпівденніша частина материкової Фінляндії.
Ґрунт — піщана морена, що є завершенням південної моренної гряди Салпаусселькя. Півострів має багато довгих піщаних пляжів, а також оточений архіпелагом.
Адміністративно півострів входить у провінцію Уусімаа. У південній частині півострова розташоване місто Ханко.
У березні 1940 після Зимової війни СРСР отримав від Фінляндії в оренду на 30 років південну частину півострова з містом Ханко для створення військово-морської бази.
Після початку операції «Барбаросса», ВВС і ВМС Німеччини атакували радянську базу. 25 червня 1941 року, після авіаударів авіації СРСР по аеродромах Фінляндії, парламент ухвалив рішення про початок війни з СРСР на боці Німеччини. Фінські війська приєдналися до бойових дій проти радянської бази. Бойові дії тривали до 2 грудня 1941 року, коли закінчилась евакуація гарнізону бази.
Згідно мирного договору, укладеного 10 лютого 1947 замість бази в Ханко (Ганко), Радянському Союзу на 50 років була надана територія в районі Порккала-Удд для будівництва військово-морської бази, яка у свою чергу проіснувала до 1956 року.

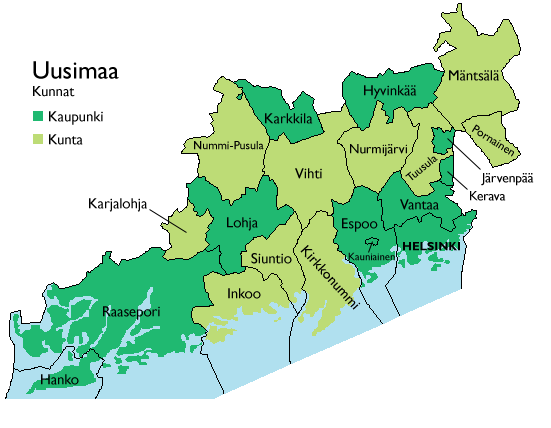
Міський муніципалітет Ханко на карті провінції Уусімаа.